# Йорданка Костадинова
Йорданка Яникова Костадинова е българска фармацевтка, мениджърка и политик от „Продължаваме промяната“. Народен представител в XLVII народно събрание.

## Биография
Йорданка Костадинова е родена на 27 ноември 1977 г. в град Варна, Народна република България. Завършва специалност „Фармация“ в Медицинския колеж към МУ „Проф. д-р Параскев Стоянов“ във Варна, а след това и специалност „Здравен мениджмънт“ в Стопанската академия „Димитър А. Ценов“ в Свищов.
На парламентарните избори през ноември 2021 г. като кандидат за народен представител е водач в листата на „Продължаваме промяната“ за 8 МИР Добрич, откъдето е избран.